# Supersonic and Demonic Relics
Albums de Mötley Crüe
Greatest Hits
(1998) Live: Entertainment or Death
(1999)
Singles
1. Teaser
Sortie : 1999

Supersonic and Demonic Relics est une compilation du groupe de glam metal Mötley Crüe. Elle est sortie le 29 juin 1999 sur le label Mötley Records.

## Contenu
Cette compilation est composée de morceaux rares et inédits. Il y a cinq titres inédits composés par les membres du groupe, on y trouve aussi la chanson Rock'N'Roll Junkie qui figure dans la bande son du film "Les Aventures de Ford Fairlane" dans lequel Vince Neil joue le rôle de Bobby Black, le chanteur qui meurt sur scène. On y trouve aussi une version rallongée, plus de onze minutes, de Hooligan's Holidays remixé en 1994 par le groupe canadiens Skinny Puppy.
L'album est aussi composé de titres provenant de l'édition limitée de l'Ep Quaternary, et quelques titres qui figuraient déjà sur la compilation Decade of Decadence sortie en 1991.
La reprise de la chanson de Tommy Bolin, Teaser sortira en single pour promouvoir cette compilation. Elle se classa à la 35e place dans les charts Mainstream Rock Tracks du Billboard Magazine. L'album ne se classa pas dans les charts.
La réédition de cette compilation en 2003 propose un titre bonus, une version démo de Knock'Em Dead Kid et le clip vidéo de la reprise des Sex Pistols, Anarchy in the U.K..

## Liste des titres
| No  | Titre                                                                             | Auteur                                              | Durée |
| --- | --------------------------------------------------------------------------------- | --------------------------------------------------- | ----- |
| 1.  | Teaser (de Stairway to Heaven/Highway to Hell, 1989)                              | Tommy Bolin, Jeff Cook                              | 5:16  |
| 2.  | Primal Scream (de Decade of Decadence, 1991)                                      | Tommy Lee, Mick Mars, Vince Neil, Nikki Sixx        | 4:46  |
| 3.  | Saints and Sinners (titre inédit)                                                 | Mars, Sixx                                          | 2:26  |
| 4.  | Monsterous (titre inédit)                                                         | Sixx                                                | 1:03  |
| 5.  | Say Yeah (titre inédit)                                                           | Sixx                                                | 5:05  |
| 6.  | Planet Boom (de l'EP Quaternary, 1994)                                            | Lee                                                 | 3:48  |
| 7.  | Bitter Suite (de l'EP Quaternary, 1994)                                           | Mars                                                | 3:17  |
| 8.  | Father (de l'EP Quaternary, 1994)                                                 | Sixx                                                | 3:59  |
| 9.  | Anarchy in the U.K. (de Decade of Decadence, 1991)                                | Paul Cook, Steve Jones, Glen Matlock, Johnny Rotten | 3:20  |
| 10. | So Good, So Bad (titre inédit)                                                    | Mars, Sixx                                          | 3:56  |
| 11. | Hooligan's Holidays (version rallongée par Skinny Puppy)                          | John Corabi, Lee, Mars, Sixx                        | 11:07 |
| 12. | Rock'N'Roll Junkie (de la bande son du film Les Aventures de Ford Fairlane, 1990) | Lee, Mars, Sixx                                     | 4:01  |
| 13. | Angela (de Decade of Decadence, 1991)                                             | Lee, Mars, Neil, Sixx                               | 3;54  |
| 14. | Mood Ring (titre inédit)                                                          | Lee, Mars, Neil, Sixx                               | 2:22  |
| 15. | Dr. Feelgood (titre enregistré en public)                                         | Mars, Sixx                                          | 6:43  |

Titres bonus de la réédition 2003 
| No  | Titre                       | Auteur                       | Durée |
| --- | --------------------------- | ---------------------------- | ----- |
| 16. | Knock'em Dead Kid (démo)    | Neil, Sixx                   | 3:39  |
| 17. | Anarchy in the U.K. (vidéo) | Cook, Jones, Matlock, Rotten | 3:20  |

## Musiciens
- Nikki Sixx: basse, chœurs
- Mick Mars: guitares solo et rythmique
- Vince Neil: chant
- Tommy Lee: batterie, percussion, chœurs
- John Corabi: chant & guitare rythmique

## Chart single
| Date       | Single | Chart                  | Position |
| ---------- | ------ | ---------------------- | -------- |
| 14/08/1999 | Teaser | Mainstream Rock Tracks | 35e      |